# Карузо, Дэвид
Дэвид Стивен Карузо (англ. David Stephen Caruso; родился 7 января 1956 года в Нью-Йорке) — американский актёр и продюсер, наибольшую известность получивший за исполнение роли лейтенанта Горацио Кейна в сериале «C.S.I.: Место преступления Майами».

## Ранние годы
Карузо родился в одном из самых бедных районов Нью-Йорка, Куинсе. Его отец, Джон, работал редактором в газете, а мать, Чарлиз, была библиотекарем. Когда ребёнку исполнилось полтора года, отец оставил семью. Дэвид воспитывался в католической семье, поэтому получал начальное образование в религиозных школах: сначала он посещал начальную и среднюю школу в Our Lady Queen of Martyrs в Квинсе, затем — среднюю школу Архиепископа Моллоя, которую он окончил в 1974 году.

## Карьера
Его первой работой в кино стала роль Danny в фильме Getting Wasted (1980). Следующее десятилетие молодой актёр провёл, снимаясь на второстепенных ролях в различных кинолентах («Рэмбо: Первая кровь», «Офицер и джентльмен», «Блу-сити» и др.) и сериалах («Криминальные истории» и др.). В начале нового десятилетия Карузо всё ещё продолжал сниматься на ролях второго плана. Во время съёмок фильма «Гудзонский ястреб» он, вживаясь в роль, отказывался разговаривать с кем-либо на съёмочной площадке, поскольку его персонаж, Кит Кат, по сценарию был немым.
Свою первую серьёзную роль Карузо получил лишь в 1993 году, когда сыграл детектива Джона Келли — главного персонажа криминального сериала «Полиция Нью-Йорка». За эту роль Карузо был удостоен премии «Золотой глобус» за лучшую мужскую роль в телевизионном сериале — драма. Но уже в следующем году актёр отказывается от съёмок после того, как ему было отказано в повышении гонорара. В 2010 году американский еженедельник «TV Guide» удостоил это решение шестой позиции в списке «10 величайших ошибок в истории телевидения».
После этого, Карузо вернулся к съёмкам на второстепенных ролях в малобюджетных фильмах. Его следующий успех состоялся лишь в 2002 году, когда он появился в роли лейтенанта Горацио Кэйна в сериале «C.S.I.: Место преступления Майами». Персонаж Карузо приобрёл известность благодаря лаконичным и метким фразам, которые произносит, надевая солнцезащитные очки в начале каждой серии. Шоу было закрыто в 2012 году.

## Личная жизнь
Карузо был официально женат дважды на актрисах Шери Моганс и Рэйчел Тикотин. В браке с Рейчел родилась дочь Грета (род. 1 июня 1984 г.). В 2004 году на съёмках Карузо познакомился с Лизой Маркес, и с сентября они уже жили вместе гражданским браком. 15 сентября 2005 года у пары родился сын Маркес Антони, а в октябре 2007-го — дочь Палома Ракель. В этом же году пара рассталась, после чего начался судебный процесс. Бывшая гражданская жена требовала выплатить ей 1 млн долларов. Эти требования суд удовлетворил и стороны в 2008 году пришли к соглашению. Однако Дэвид не спешил выполнять свои обязательства. В результате, Лиза Маркес подала ещё один иск, в котором, кроме заявленной ранее суммы она потребовала ежемесячное содержание, возмещение морального ущерба, а также, чтобы имение Шерман Окс было записано на её имя.

## Частичная фильмография
| Год       |   | Русское название                  | Оригинальное название      | Роль                                            |
| --------- | - | --------------------------------- | -------------------------- | ----------------------------------------------- |
| 1980      | ф | Предостережение                   | Without Warning            | Том                                             |
| 1982      | ф | Офицер и джентльмен               | An Officer and a Gentleman | Топпер Дэниелс                                  |
| 1982      | ф | Рэмбо: Первая кровь               | First Blood                | помощник шерифа Митч                            |
| 1981—1983 | с | Хилл Стрит Блюз                   | Hill Street Blues          | Томми Манн                                      |
| 1986      | ф | Блу-сити                          | Blue City                  | Джоуи Рэйфорд                                   |
| 1988      | ф | Близнецы                          | Twins                      | Эл Греко                                        |
| 1990      | ф | Король Нью-Йорка                  | King of New York           | Деннис Гилли                                    |
| 1991      | ф | Гудзонский ястреб                 | Hudson Hawk                | Кит-Кат                                         |
| 1993      | ф | Бешеный пёс и Глория              | Mad Dog and Glory          | Майк                                            |
| 1995      | ф | Поцелуй смерти                    | Kiss of Death              | Джимми                                          |
| 1997      | ф | Холод в сердце                    | Cold Around the Heart      | Нед Тэш                                         |
| 2000      | ф | Доказательство жизни              | Proof of Life              | Дино                                            |
| 2001      | ф | Девятая сессия                    | Session 9                  | Фил                                             |
| 2002—2012 | с | C.S.I.: Место преступления Майами | CSI: Miami                 | Горацио Кейн                                    |
| 2023      | ф | Слай Сталлоне                     | Sly                        | В роли самого себя, хроника, в титрах не указан |